# Polpriklopnik
Polpriklopnik (ang. semi-trailer) je prikolica brez sprednje osi. Priključena je na tovornjak, imenovan "vlačilec" (traktor), ki  tudi nosi del teže prikolice. Če polpriklopnik ni pritrjen na tovornjak, ga je treba podpirati na sprednjem delu. Kolesa na polpriklopnikih po navadi nimajo pogona.
Polpriklopniki se po regijah razlikujejo. V Evropi imajo po navadi manjše število sorazmerno velikih koles, v ZDA pa večje število manjših koles. V ZDA in posebej v Avstraliji se na zadnji del polpriklopnikov priklopi še dodatne prikolice.